# 유혹 (1996년 드라마)
《유혹》은 1996년 10월 14일부터 1997년 3월 1일까지 방영된 한국방송공사 2TV 아침드라마로, 삼화네트웍스에서 처음 외주 제작하였다.
이 드라마는 부부간의 외도를 주된 내용으로 혼인의 신성함과 가족의 가치를 저해했다는 이유로 방송위원회로부터 '경고' 조치를 받았다.

## 기획 의도
사회적 신분의 차이를 극복하지 못하고 헤어졌던 남녀가 각자 결혼한 후 14년 만에 다시 만나 사랑을 되찾는다는 내용의 멜로 드라마로, 인습의 울타리를 넘어서려는 두 남녀를 통해 가정의 평화와 진실한 사랑 중 어떤 것이 소중한가를 묻는다.

## 등장 인물
- 정애리 : 이신애 역

술장사하는 어머니 밑에서 어려운 성장기를 보내다 경환을 만나 사랑하지만, 경환 집안의 반대로 경환의 아이를 임신한 채 떠난다. 가냘픈 외모에 다소곳한 모습으로 남자의 보호 본능을 일으키게 하는 여인. 무능한 남편 때문에 양품점을 함 가계를 책임진다. 아이의 병원비 마련을 위해 14년 만에 경환을 다시 만난다.
- 강석우 : 민경환 역

좋은 집안 출신으로 사랑하는 신애와 헤어져 다른 여자와 결혼한다. 책임감이 강하고 정직한 인물.
- 양금석 : 혜선 역

경환의 부인으로 재벌의 딸. 미모의 여인으로 이기적이고 충동적인 성격의 여자. 품행이 단정하지 못하다. 젊은 남자와 바람을 피운다.
- 송승환 : 남편 역

성실하지만 무능한 신애의 남편. 마음은 착하지만 선량함으로 인해 손해만 보고 가족을 고생시키는 남자.
- 강부자
- 박순천
- 정욱
- 박병훈
- 최우혁

## 참고 사항
- 방송위원회는 해당 드라마의 저급한 대사와 유치한 구성, 불륜을 일삼는 드라마 전개가 부도덕한 남녀관계를 조장한다며 시청자 사과 및 책임자 징계 요구를 심의위원회에 요구하였다.[2]